# Asar Eppel
Asar Isajewicz Eppel (ur. 11 stycznia 1935 w Moskwie, zm. 20 lutego 2012 tamże) – rosyjski prozaik i tłumacz literatury polskiej na język rosyjski.

## Życiorys
Matka pisarza pochodziła z Lublina. Tłumaczył literaturę piękną z języków: niemieckiego, włoskiego, serbsko-chorwackiego i polskiego, m.in. poezję staropolską, romantyczną, poetów XX wieku: Gałczyńskiego, Tuwima, Leopolda Staffa, czy Wisławy Szymborskiej; także książki Brunona Schulza, utwory Sławomira Mrożka, Henryka Sienkiewicza (Ogniem i mieczem t. I, tom II tłumaczyła Ksenia Starosielska), czy Jana Brzechwy. Jest autorem słów piosenki Rudzy rydz spopularyzowanej w Sopocie przez Tamarę Miansorową.
Jako prozaik zadebiutował w 1994 książką pt. (Trawianaja ulica; tłum. polskie pt. Trawiasta ulica), która stała się wydarzeniem literackim Rosji, uzyskując m.in. nominację do prestiżowej Rosyjskiej Nagrody Bookera (w Polsce ukazała się w 1999 nakładem Spółdzielni Wydawniczej „Czytelnik” w serii „Nike”). W 1996 ukazał się zbiór opowiadań Szampinion majej żyzni (wolne tłumaczenie pt. Pieczarka mego życia). W 2003 ukazał się tom opowiadań pt. Drablionyj satana, a później tom esejów pt. In tielega. Jest autorem libretta oraz pieśni do musicalu pt. Bindiużnik i Korol na podstawie Opowiadań odeskich oraz sztuki pt. Zakat Izaaka Babla. Jego utwory publikowały pisma: „Drużba narodów” i „Nowyj mir” oraz polska „Literatura na Świecie” [nr 11-12 (304-305)/1996], Ponadto jego tekst wspomnieniowy znalazł się w antologii Warszawskie skrzyżowanie (red. Leszek Engelking, Warszawa 2007).
Otrzymał polski Krzyż Oficerski Orderu Zasługi Rzeczypospolitej Polskiej oraz odznakę „Zasłużony dla kultury polskiej” (2000). W 2003 uhonorowany nagrodą Polskiego PEN-Clubu, za przekłady z literatury polskiej na język rosyjski. Ponadto Nagroda im. Jurija Kazakowa za najlepsze opowiadanie roku oraz włoska nagroda „Grinzane Cavour” (2005).

## Twórczość (przekład na j. polski)
- Sztorm! (przekł. Adam Pomorski; oprac. graf. Bohdan Butenko; Nasza Księgarnia 1984, ISBN 83-10-08459-5)
- Trawiasta ulica (seria: „Nike”; przekł. i posłowie: Jerzy Czech; Czytelnik 1999, ISBN 83-07-02695-4)